# Antiloop

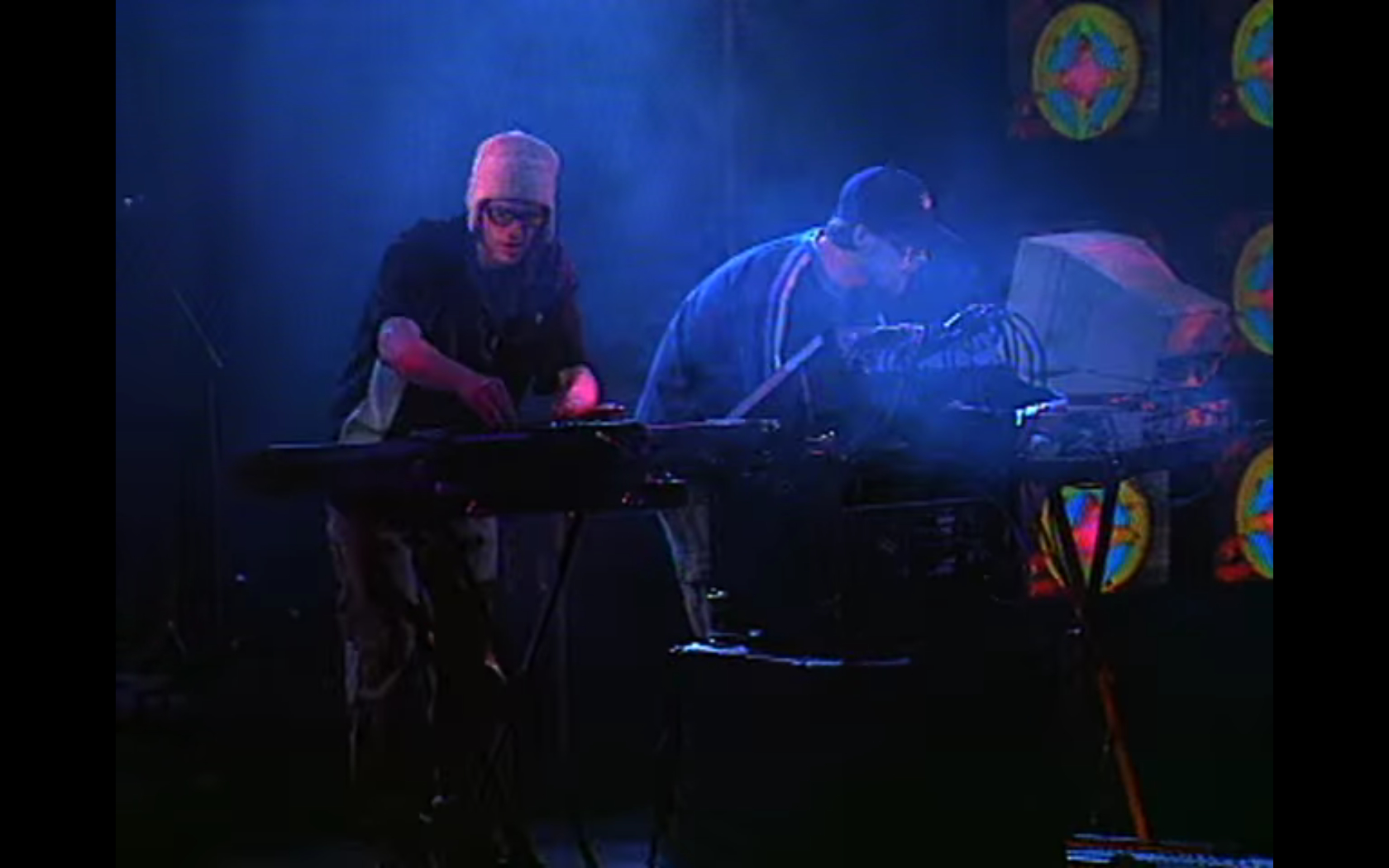
Antiloop bei einem Konzert in Rockbjörnen (1998)

Antiloop war ein schwedisches Trance-Projekt aus Lidingö.

## Werdegang
Die Produzenten Robin Söderman und David Westerlund formierten das Duo um 1994. Bereits ihre erste EP Not Suitable for Mass Consumption gelang in die Charts. Die beiden Studioalben der Gruppe wurden jeweils mit dem Grammis als beste Dance-Produktion ausgezeichnet. Seit 2002 ist das Duo inaktiv.

## Diskografie

### Alben
| Jahr | Titel              | Höchstplatzierung, Gesamtwochen, AuszeichnungChartplatzierungen (Jahr, Titel, Platzierungen, Wochen, Auszeichnungen, Anmerkungen) | Höchstplatzierung, Gesamtwochen, AuszeichnungChartplatzierungen (Jahr, Titel, Platzierungen, Wochen, Auszeichnungen, Anmerkungen) | Anmerkungen |
| Jahr | Titel              | SE | FI | Anmerkungen |
| ---- | ------------------ | --- | --- | ----------- |
| 1997 | LP                 | SE8 Gold · (38 Wo.)SE | — | Studioalbum |
| 1998 | Remixed            | SE33 (4 Wo.)SE | — | Remixalbum  |
| 2000 | Fastlane People    | SE8 (7 Wo.)SE | FI19 (4 Wo.)FI | Studioalbum |
| 2002 | At The Rebels Room | — | — | Kompilation |

### Singles
| Jahr | Titel Album                          | Höchstplatzierung, Gesamtwochen, AuszeichnungChartplatzierungen (Jahr, Titel, Album, Platzierungen, Wochen, Auszeichnungen, Anmerkungen) | Höchstplatzierung, Gesamtwochen, AuszeichnungChartplatzierungen (Jahr, Titel, Album, Platzierungen, Wochen, Auszeichnungen, Anmerkungen) | Höchstplatzierung, Gesamtwochen, AuszeichnungChartplatzierungen (Jahr, Titel, Album, Platzierungen, Wochen, Auszeichnungen, Anmerkungen) | Anmerkungen |
| Jahr | Titel Album                          | SE | NO | FI | Anmerkungen |
| ---- | ------------------------------------ | --- | --- | --- | ----------- |
| 1995 | Not Suitable for Mass Consumption –  | SE33 (2 Wo.)SE | — | — |             |
| 1996 | Purpose in Life LP                   | SE45 (1 Wo.)SE | — | — |             |
| 1997 | In My Mind LP                        | SE6 (18 Wo.)SE | NO4 (13 Wo.)NO | FI9 (4 Wo.)FI |             |
| 1997 | I Love You (Beauty And The Beast) LP | SE42 (8 Wo.)SE | — | FI15 (2 Wo.)FI |             |
| 1997 | Nowhere to Hide LP                   | SE42 (9 Wo.)SE | — | — |             |
| 1998 | Trespasser LP                        | SE35 (9 Wo.)SE | — | — |             |
| 1998 | Believe At The Rebels Room           | SE5 (18 Wo.)SE | NO5 (11 Wo.)NO | — |             |
| 2000 | Start Rockin’ Fastlane People        | SE4 Gold · (10 Wo.)SE | NO16 (3 Wo.)NO | FI11 (4 Wo.)FI |             |
| 2000 | Only U Fastlane People               | SE29 (5 Wo.)SE | — | — |             |